# Ernesto Padova
Ernesto Padova (Livorno, 17 februari 1845 – Padua, 9 maart 1896) was een wiskundige en hoogleraar natuurkunde aan de universiteit van Pisa (1872-1882) en de universiteit van Padua (1882-1896) in het koninkrijk Italië. Zijn onderzoeksdomeinen waren differentiaalmeetkunde en mechanica.

## Levensloop
Padova was een zoon van Moisè Padova en Anna Anna Calò. Hij groeide op in Livorno, in Toscane. Nochtans volgde hij, na de dood van zijn moeder, school in Marseille in het Franse keizerrijk. Dit was bij familie aan vaders kant. Padova liep school aan het Keizerlijk Lyceum, later Lycée Thiers genoemd, en was nadien terug in Livorno op school in het Koninklijk Lyceum. In 1866 studeerde hij af aan de universiteit van Pisa als wiskundige. 
Na enkele jaren als leraar wiskunde in Napels en Pisa werd hij in 1872 hoogleraar natuurkunde aan de universiteit van Pisa. Zijn leerstoel was analytische mechanica. Hij behoorde tot de groep rond Eugenio Beltrami, een bekend differentiaalmeetkundige. Padova publiceerde berekeningen over bewegingen van objecten; andere publicaties gingen over versnellingen en meetkundige coördinaten.
Padova verhuisde naar Padua in 1882 op zijn vraag. Hij bekleedde er gelijktijdig twee leerstoelen: deze van hogere mechanica (meccanica superiore) en van analytische mechanica. Zijn natuurkundig onderzoek spitste zich in het bijzonder toe op oppervlaktespanningen, wat hij publiceerde onder de titel Sulla teoria generale delle superficie. Andere natuurkundige vraagstukken van hem behelsden nog steeds de differentiaalmeetkunde, met name de methoden die hij in Pisa had uitgewerkt.
Hij was lid van de volgende academies: Istituto veneto di scienze, letter ed arti, Istituto lombardo di scienze e lettere en de Koninklijke Accademia dei Lincei in Rome.